# Bart Ravensbergen
Bart Ravensbergen (Voorschoten, 14 maart 1993) is een Nederlandse handbalkeeper die sinds het seizoen 2023/2024 uitkomt voor de Duitse Bundesligaclub Frisch Auf! Göppingen en de eerste doelman is van het Nederlands nationaal team.

## Biografie
Ravensbergen begon te handballen bij HVV '70 uit Voorschoten. Op 17-jarige leeftijd vertrok Ravensbergen naar Hellas. Na drie seizoenen bij Hellas maakte Ravensbergen de overstap naar het Noord-Limburgse Bevo HC waar hij in het seizoen 2013/14 landskampioen van Nederland werd. In 2016 vertrok Ravensbergen naar het net gepromoveerde Sélestat Alsace in Frankrijk. Na twee seizoenen vertrok Ravensbergen naar het Duitse HSG Nordhorn-Lingen. Waar hij in zijn eerste seizoen promoveerde naar de Handball-Bundesliga. In 2023 stapte hij over naar Frisch Auf! Göppingen.
Ravensbergen speelde zijn eerste interland op 30 oktober 2014 tegen Kroatië. In juni 2019 kwalificeerde het Nederlands team zich voor de EK 2020. Ravensbergen werd geselecteerd door bondscoach Erlingur Richardsson voor de selectie die voor het eerst deelnam aan een EK. Ook maakte hij daarna deel uit van Oranje op de EK's van 2022 en 2024 en de WK van 2023. 